# Hormone folliculo-stimulante

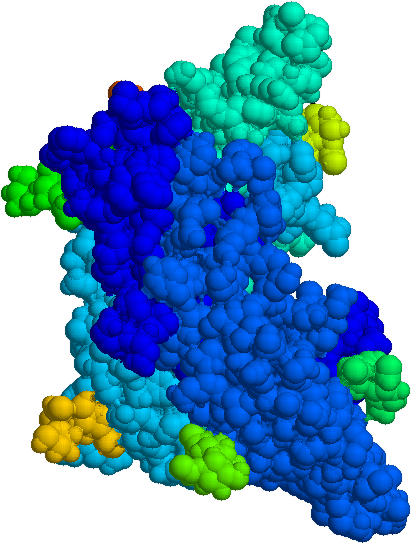
Agencement moléculaire de la FSH

Pour les articles homonymes, voir FSH.
L'hormone folliculo-stimulante (HFS) est une hormone peptidique (glycoprotéine) tirant son nom de l'anglais Follicle Stimulating Hormone (FSH).

## Structure
L'hormone folliculo-stimulante  (FSH) se compose de deux chaînes (alpha et bêta) et a une structure semblable à celle de l'hormone lutéinisante (LH), de la thyréostimuline (TSH) et de l'hormone chorionique gonadotrope humaine (hCG). La FSH est produite par l'antéhypophyse, sa sécrétion est stimulée par l'hormone de libération des gonadotrophines hypophysaires
(GnRH) produite par l'hypothalamus. La sécrétion de GnRH est pulsatile et la fréquence des cycles détermine le rapport des sécrétions de FSH et de LH.
Cette hormone a pour cible les gonades sur lesquels elle a les effets suivants :
- chez la femme :
  1. Stimule les cellules de la granulosa qui sécrétent de l'estradiol et de l'inhibine B et expriment des récepteurs pour la LH,
  2. Stimule les cellules de la granulosa qui produisent l'enzyme aromatase capable de convertir les androgènes en œstrogènes,
  3. Entraîne la croissance des follicules,
  4. Permet l'ovulation en fragilisant la paroi de l'ovaire ;

- chez l'homme :
  1. Stimule les cellules de Sertoli qui sécrètent de l'inhibine B et sont indispensables à la spermatogenèse.

Avant la puberté, le taux de FSH dans le sang est faible. Chez la femme, il devient cyclique durant la vie adulte - sauf durant les grossesses - et élevé après la ménopause.
Les méthodes de dosage se font par radio-immunologie. La demi-vie plasmatique est de 1 à 3 heures.

## Interactions hormonales
Plusieurs molécules entrent en jeu pour réguler les taux ou l'action de l'hormone folliculo-stimulante (HFS) dans plusieurs tissus, tels que la glande pituitaire ou les organes sexuels et dans le sérum.

### GnRH et GnIH (Hormone de libération ou d'inhibition des gonadropines hypophysaires)
Ces deux hormones produites par l'hypothalamus ont un rôle combiné de régulation de l'activité de la glande pituitaire, soit en stimulant (GnRH) ou en inhibant l'activité des GnRH (GnIH) pour annuler son effet. De plus, elles auraient un rôle de signalisation dans ces tissus ou ceux possédant leur site ligand. Cet effet est donc indirectement relié à la production, par la stimulation de la glande pituitaire et la libération de FSH par signalisation sur la membrane.

### Estradiol
L'estradiol a été observé comme augmentant la sensibilité de la glande pituitaire au GnRH en stimulant, à l'aide d'un intermédiaire, l'expression du gène responsable de ses récepteurs membranaires, soit les récepteurs GPR30 et STX, agissant sur la membrane des neurones. Cet effet est direct et rapide sur la libération du FSH, pour un maintien prolongé du relâchement, une boucle de rétroaction positive existe entre ces mêmes neurones générant du GnRH et l'estrogène neural provenant du thalamus.
L'estradiol aurait aussi un rôle inhibiteur sur les taux de production de FSH contrairement à ceux du LH. Ce ralentissement serait dû à l'inhibition intermédiaire du gène d'activine type II, un facteur stimulant la production de FSH.

### Hormone stéroïdienne et testostérone
Les hormones stéroïdiennes ont été observées ayant un effet sur les taux de HFS, soit indirectement par action sur la sécrétion de l'hormone de libération des gonadropines hypophysaires (GnRH) par l'hypothalamus ou directement par action sur la glande pituitaire.
Des chercheurs se sont d'ailleurs intéressés aux taux de HFS dans le sérum et ceux dans la glande pituitaire après orchiectomie, l'ablation des testicules. Ils ont observé qu'après ablation, les concentrations de HFS dans la glande avaient chuté et restaient faibles, alors que ceux dans le sérum avaient augmenté et restaient élevées, comparativement aux sujets ayant subi une chirurgie sans ablation (témoin négatif). Plus tard, d'autres chercheurs ont repris la même expérience, cette fois en administrant de la testostérone, dans la glande ou dans le sérum, aux sujets orchiectomisés. Le résultat était un taux stable de HFS dans la glande pituitaire et un taux presque imperceptible dans le sérum, comme ce que l'on retrouverait chez un sujet n'ayant pas subi l'ablation. Ces deux expériences viennent fortement appuyer le rôle de la testostérone comme inhibiteur du relâchement de FSH par la glande, par l'intermédiaire des GnRH.
De plus, il a été observé que la production de testostérone est très sensible à la quantité d'hormones lutéinisante (HL) présente dans le sérum, combiné à cela, la testostérone aurait aussi une action d'aromatisation de l'estradiol, il se créerait donc une boucle de rétroaction sur la production HFS par l'inhibition de son relâchement par l'estradiol, l'aromatisation (modifiant ses interactions) de l'estradiol par la testostérone et la production de LH influençant les taux de testostérone. Une relation dose-réponse fut aussi observée entre les taux de HFS et le développement des tissus testiculaires, en retour augmentant les taux de testostérone. Tout ceci serait donc une boucle d'interaction indirecte de la testostérone sur les taux de HFS (et vice-versa par le développement de tissu testiculaire), en plus de la boucle plus directe passant les GnRH (l'hormone de libération des gonades hypophysaires).

### Mélatonine
La mélatonine produite par la glande pinéale, en lien avec la photopériode, a une influence positive sur les taux de HFS, en agissant directement sur la glande pituitaire. Dans une étude sur le renard bleu, des injections de mélatonine dans la glande pituitaire ou dans le sérum juste avant la perte de fourrure (ce phénomène concorde avec un creux dans les taux de HFS du sérum) permettait de maintenir un taux élevé de HFS (et de prolactine, trouvé plus tard comme formant un complexe avec HL et HFS) et même d'obtenir une relation dose-réponse entre les deux. Ainsi, un lien a pu être effectué entre les changements de photopériodes et les taux de HFS dans l'organisme, montrant un accroissement de HFS suivant un étirement de la photopériode et un abaissement des taux lorsque la photopériode diminue.

### Signalisation
La HFS se lie à son récepteur à l'aide des « crochets et des boucles » de ses deux sous-unités, HFS-α et HFS-β. Celles-ci changent ensuite de conformation et exprime une signalisation.
Cette signalisation est reliée à plusieurs fonctions, particulièrement pour les organes sexuels, par exemple, chez la femme, une augmentation de FSH induit un accroissement de la cavité utérine, un élargissement des polycystes ovariens et induit une augmentation d'estrogène. Chez l'homme, on retrouve 5 routes de signalisation du HFS vers les cellules de Sertoli (cAMP-PKA, MAP kinase, calcium intracellulaire, PI2-K, PLA2) responsable de la production de gamète.

### Rythmicité
Les taux de HFS et ses récepteurs sont généralement cycliques annuellement ou mensuellement, cependant ils sont très variables d'une espèce à une autre et les cycles dépendent de plusieurs cycles internes ou saisonniers, tels que les cycles menstruels, la mue ou la perte de fourrure, la puberté, etc. Plusieurs études montrent des relations cycliques entre les concentrations de l'hormone folliculo-stimulante et le développement/dégénérescence de tissus. Par exemple, une étude a détecté que les taux de l'ARNm du récepteur de HFS sont fortement reliés aux différents stades de l'épithélium séminifère, responsable de la production de spermatozoïde. Une autre démontre un cycle circadien au HFS chez un groupe de brebis et clarifie son rôle dans la production de follicule. C'est-à-dire que doubler la quantité d'un pic de HFS n'a pas d'incidence sur le prochain cycle et augmenter la fréquence des pics d'hormones induit l'émergence de nouveau follicule, sans toutefois modifier la vitesse des cycles. Ensuite, des chercheurs ont démontré que les taux de HFS et de HL, chez des garçons en pubertés, sont plutôt arythmiques avant le début de celle-ci, mais qu'en suivant la progression de la puberté, la fréquence des pics et leurs amplitudes augmentent jusqu'à obtenir un cycle circadien pour l'hormone lutéinisante et une production accrue, mais stable de l'hormone folliculo-stimulante.